# 三國志14
『三國志14』（さんごくしフォーティーン）は、コーエーテクモゲームスのシブサワ・コウブランドより2020年1月16日に発売された歴史シミュレーションゲーム。『三國志シリーズ』の第14作。対応プラットフォームはPlayStation 4、PC（Steam）。PS4版はPlayStation Storeで、PC版はSteamでのダウンロード販売も行われる。
三國志シリーズ35周年記念作品。『三國志13』から4年振りとなる新作。英題はRomance of The Three Kingdoms XIV。
同年12月10日にはパワーアップキットが、Nintendo Switch版もwith パワーアップキットとして同日発売された。

## ゲームシステム
『三國志IX』で採用されていた、中国全土を1枚のマップで表現する「一枚マップ」制を導入。戦闘も内政も同じマップで表現される。マップ上には様々な施設を建設することも可能。前作『三國志13』は武将プレイだったが、本作では『三國志12』と同様の君主プレイ（プレイヤーは特定の勢力の長となる）を採用している。登場する武将数はシリーズ最多の1000人以上となる。
また、追加シナリオや編集機能は従来の作品だと「パワーアップキット」で追加されていたが、本作ではダウンロードコンテンツ配信によって追加される。それに伴い「シーズンパス」も導入される。

## シナリオ
本編シナリオ
1. 184年 2月　黄巾の乱
2. 190年 1月　反董卓連合
3. 194年 6月　群雄割拠
4. 200年 1月　官渡の戦い
5. 207年 9月　三顧の礼
6. 217年 7月　漢中争奪戦
7. 227年 2月　出師の表

追加シナリオ
1. 188年 6月 揺らぐ漢朝・・・有料ダウンロードシナリオ。
2. 188年 8月 黄天当立・・・有料ダウンロードシナリオ。
3. 191年 10月 ニ袁の思惑・・・パワーアップキットに付属。
4. 196年 6月 曹操の台頭・・・有料ダウンロードシナリオ。
5. 197年 7月 皇帝呂布
6. 221年 7月 夷陵の戦い・・・早期購入特典。2020年1月29日までに購入した場合にダウンロード可能。後日有料販売の予定なし。
7. 234年 2月 秋風五丈原・・・GAMECITYでの店舗購入特典
8. 249年 1月 正始政変・・・有料ダウンロードシナリオだが、発売2週間（2020年1月29日まで）は無料でダウンロードできる。
9. 河北の雄・公孫瓚・・・有料ダウンロードシナリオ。

パワーアップキットでできるシナリオ
1. 192年 1月 ニ袁の思惑
2. 208年 10月赤壁の戦い
3. 219年 7月関羽包囲網
4. 238年 1月 遼東征討

## 出演声優
- 津田健次郎：曹操、ナレーション
- 伊藤静：貂蝉、妖艶女
- 関雄：劉備、普通男
- 大泊貴揮：関羽、尊大男
- 濱野大輝：諸葛亮、若者男
- 辻親八：張飛、狡猾男
- 影平隆一：周瑜、豪傑男
- 宮本淳：孫権、策士男
- 菊池康弘：呂布、丁寧男、勇将男
- 遠藤航：趙雲、伝令
- 本田裕之：老人男、威厳男、乱暴男
- 水神のりこ：勇敢女
- 松浦裕美子：賢明女、普通女

## テーマソング
『旅人よ』／岡本真夜
- 作詞・作曲：岡本真夜 編曲：西垣哲二

## コラボレーション
田中芳樹の小説『銀河英雄伝説』、『ライザのアトリエ 〜常闇の女王と秘密の隠れ家〜』と漫画『パリピ孔明』のコラボレーションで、同作のキャラクターがダウンロードコンテンツとして配信される。